# Гриша-Йоль
Гри́ша-Йоль або Гри́ша-Єль (рос. Гриша-Ёль, Гриша-Ель) — річка в Республіці Комі, Росія, права притока річки Вой-Вож, правої притоки річки Палью, лівої притоки річки Ілич, правої притоки річки Печора. Протікає територією Троїцько-Печорського району.
Річка протікає на південний захід, захід та південний захід.